# Хендерсон, Логан
Ло́ган Фи́ллип Хе́ндерсон (англ. Logan Phillip Henderson; род. 14 сентября 1989, Норт Ричлэнд Хиллз, Техас, США) — американский актёр, певец, продюсер и композитор. Наиболее известен по роли Логана Митчелла в телесериале канала Nickelodeon «Биг Тайм Раш» о своем собственном участии в группе Big Time Rush.

## Биография
Логан Хендерсон родился в городе Темпл и вырос в Норт-Ричленд-Хилс, Техас. У Логана также есть родная младшая сестра, Пресли Хендерсон. В 18 лет перед переездом в Калифорнию у него была очень небольшая роль в телесериале «Огни ночной пятницы», которая подтолкнула его к началу актёрской карьеры.

## Карьера
Прорывом на телевидении для Хендерсона стала роль в сериале «Биг Тайм Раш», где он играл Логана Митчелла.
Логан Хендерсон подписал контракт с Sony Music Entertainment и Columbia Records в составе Big Time Rush в 2009 году. После выхода четырёх рекламных синглов, включая «Big Time Rush», «The City Is Ours», «Halfway There» и «Til I Forget About You», группа выпустила свой дебютный альбом BTR 11 октября 2010 года. Хендерсон в соавторстве написал песню «Oh Yeah» из этого альбома. Альбом достиг #3 на Billboard 200 и #1 на iTunes в цифровом списке альбомов. Позднее он стал золотым в США и Мексике.
Big Time Rush выпустили свой второй альбом Elevate 21 ноября 2011 года. Логан написал «Time of Our Life» в соавторстве с Николасом «Рас» Ферлонгом и ещё три песни для альбома — «Music Sounds Better With U», «Love Me Love Me» и «SuperStar».
В 2017 году Логан Выпустил синглы Sleepwalker и Bite My Tongue. По состоянию на 2018 год Логан продолжает карьеру сольного певца.
Третий сингл «Speak of the Devil» был выпущен 30 октября 2017 года.
15 февраля 2018 года был выпущен сингл под названием «Acoustic Sessions» с его первыми тремя синглами в акустической форме.
В 2018 году певец подшутил над выпуском своего предстоящего дебютного альбома в своих социальных сетях, разместив фотографии с фотосессии, в том числе один пост с трек-листом альбома. 14 мая 2018 года Хендерсон объявил название своего дебютного альбома Echoes of Departure и Бесконечная улица грез — Pt. 1, который должен вышел 18 мая 2018 года.
Его сингл с альбома, «Pull Me Deep», был выпущен 14 августа 2018 года и достиг 40-го места в Billboard Mainstream Top 40.

## Фильмография
| Год       |    | Русское название        | Оригинальное название      | Роль          |
| --------- | -- | ----------------------- | -------------------------- | ------------- |
| 2008      | с  | Огни ночной пятницы     | Friday Night Lights        | подросток     |
| 2009—2013 | с  | Биг Тайм Раш            | Big Time Rush              | Логан Митчелл |
| 2012      | тф | Биг Тайм Фильм          | Big Time Movie             | Логан Митчелл |
| 2013      | мс | Пингвины из Мадагаскара | The Penguins of Madagascar | озвучка       |
| 2013      | с  | Марвин Марвин           | Marvin Marvin              | Big Time Rush |
| 2013      | с  | Два короля              | Pair of Kings              | Майк          |
| 2015      | мф | Великая миграция        | The Great Migration        | озвучка       |